# پمبروک پارک (فلوریدا)
پمبروک پارک (به انگلیسی: Pembroke Park) شهرکی در شهرستان برووارد ایالت فلوریدا است که در سال ۱۹۵۷ بنیان‌گذاری شده‌است. این شهرک طبق سرشماری سال ۲۰۱۰ میلادی، ۶٬۱۰۲ نفر جمعیت داشته و مساحت آن نیز ۴٫۶ کیلومتر مربع است.